# 板沢峰生
板沢 峰生（いたざわ みねお、1961年7月4日 - 1980年12月3日）は、千葉県東葛飾郡流山町（現在の流山市）出身のプロ野球選手（内野手）。

## 来歴・人物
我孫子高では、2年次の1978年に当時1年生であった和田豊と三遊間を組んで夏の甲子園に出場した。
1979年オフ、チームメイトの仲野和男（外野手）と共にドラフト外で西武ライオンズに入団した。
1年目の1980年、二軍でイースタン・リーグ公式戦39試合に出場、打率.238、2本塁打、9打点の成績を残し、守備でも堅実なフィールディングを見せ注目されていた。しかし千葉県の自宅に帰省していた同年オフの12月2日、突然気分が悪くなって我孫子市の病院に入院し、急性心不全のため翌3日に死去した（19歳没）。将来を嘱望されていた若手の現役選手の突然の死に西武は1981年以降板沢の入団10年目に当たる1989年に至るまでの9年間、板沢の背番号59を欠番とした。

## 詳細情報

### 年度別打撃成績
- 一軍公式戦出場なし

### 背番号
- 59 （1980年）